# Hybridmanden
Hybridmanden (originaltitel: The Cable Guy) er en amerikansk komediefilm fra 1996 instrueret af Ben Stiller, der sammen med produceren Judd Apatow har skrevet manuskriptet. Filmen har Jim Carrey i hovedrollen som hybridmanden Chip der udvikler en besættelse for et venskab med den uskyldige Steven Kovacs (Matthew Broderick).

## Taglines
- There's No Such Thing as Free Cable.
- Once you're hooked... you're his.
- For Steven Kovacs, the price of cable is about to go up.

## Medvirkende
- Jim Carrey – The Cable Guy
- Matthew Broderick – Steven M. Kovacs
- Leslie Mann – Robin Harris
- Owen Wilson – Robins Date
- Jack Black – Rick
- George Segal – Stevens far
- Diane Baker – Stevens mor
- Ben Stiller – Sam Sweet/Stan Sweet
- Eric Roberts – Eric Roberts